# Luremine
Ved en luremine forstår man anbringelse af skjulte sprængladninger på en sådan måde, at de kan udløses af soldater eller civile, der passerer sprængladningen eller udfører en bestemt, tilsyneladende ufarlig handling. Den engelske betegnelse booby trap omfatter også konstruktioner uden sprængladning, f.eks. faldgruber (evt. med spidse pæle). Det er ikke muligt skarpt at skelne mellem lureminer og ”almindelige” antipersonelminer. Booby traps omfatter således et stort antal af fælder rettet mod mennesker

## Betegnelsen ”Booby trap”
Den engelske betegnelse booby trap stammer fra det spanske ord bobo, der betegner en dum eller naiv person. Det er siden blevet en betegnelse for visse fugle af sulefamilien, der ofte naivt slår sig ned på et skib og risikerer at blive spist.

## Formål
En luremine kan have flere formål. Dels kan den ved at dræbe eller såre modstandere forsinke deres fremrykning, evt. tvinge modstanderne til at undgå et (muligt) luremineret område. Det bliver ofte nødvendigt at foretage en grundig og tidskrævende afsøgning af et større område for disse fælder. Evt. sårede skal behandles og evakueres. Yderligere vil angsten for disse pludselige dræbere kunne slide på modstandernes psyke. Modstandere behøver sådan set ikke være fjendens soldater, også civile kan være direkte mål for lureminer. Lureminer kan også være rettet mod fjendens stabe, der formodes at indrette sig i bestemte bygninger, hvor en bestemt handling så kan sprænge hele bygningen i luften. Endelig kan en luremine bruges som et signal, om at nogen nærmer sig, når de uforvarende udløser minen. Der er set eksempler på, at civile har benyttet lureminering som værn mod indbrudstyve eller til at beskytte en mark med hamp.

## Eksempler
Lureminer kan være særligt fremstillede landminer med snubletråd eller lignende udløsermekanisme som f.eks. claymore-miner. Eller de kan være fremstillet mere eller mindre improviseret af sprængstof, håndgranater, artillerigranater evt. omgivet med glas, sten, metalstumper og en mere eller mindre kompliceret udløsermekanisme.
En enkel konstruktion kan være en afsikret håndgranat anbragt i et glas, således at udløserbøjlen holdes fast af glasset. Glasset kan så anbringes på et dørhåndtag, således at det falder ned og knuses, når nogen åbner døren, hvorpå granaten eksploderer.
Forskellige former for udløsere kan forbindes til vandhaner, døre, snubletråde, åbentstående skuffer (soldater tilknyttet en stab antages at ville rydde op, når de flytter ind og derfor lukke skuffer) eller være forbundet med genstande, som souvenirhungrige soldater kunne finde på at samle op eller bare en tom dåse, som folk er tilbøjelige til at sparke til. En stol, man kan finde på at sætte sig, i eller et løst gulvbræt, kan også skjule en udløser. Endelig kan lureminer anbringes under døde og sårede. Der findes militære udløsere, der kan reagere på træk, tryk, fjernelse af træk eller fjernelse af tryk. Udløseren indeholder typisk en detonator, som evt. igen kan tænde sprængsnor, der fører til hovedsprængladningen.
Udløseren kan være anbragt et stykke fra sprængladningen, således at en soldat, der er sendt frem for at undersøge en bygning, mens resten af enheden ”søger dækning” i et mineret hul i nærheden, udløser sprængladningen i hullet.
Det er ikke ualmindeligt, at enkelte landminer i et minefelt yderligere forsynes med en lureminering, således at mineryddere kan blive dræbt, når de tager en mine op.